# Philetor brachypterus
Philetor brachypterus — вид рукокрилих, родини Лиликові.

## Поширення, поведінка
Країни поширення: Індонезія (Іріан-Джая, Ява, Калімантан, Сулавесі, Суматра), Малайзія (Сабах, Саравак), Непал, Папуа Нова Гвінея (архіпелаг Бісмарка), Філіппіни. Проживає від рівня моря до 2100 м над рівнем моря. Житель лісів та кокосових плантацій прилеглих до лісів.

## Морфологія
Голова і тіло довжина від 52 до 64 мм, довжина хвоста 30 до 38 мм, передпліччя від 30 до 38 мм, вага від 8 до 13 грамів. Забарвлення від червонувато-коричневого до темно-коричневого. Крила відносно короткі. Писочок широкий, череп короткий заокруглений.

## Загрози та охорона
Здається, немає серйозних загроз для даного виду. Вид був записаний у багатьох охоронних територіях..